# Pachymerium antipai
Pachymerium antipai este o specie de miriapod din familia Geophilidae, care este endemică Portugaliei. Specia a fost descrisă de Iosif Căpușe în 1968 și a fost denumită în onoarea lui Grigore Antipa.